# Wybory prezydenckie w Niemczech w 1984 roku
Wybory prezydenckie w Niemczech w 1984 roku odbyły się 23 maja. Zgodnie z konstytucją prezydenta wybierało Zgromadzenie Federalne złożone z deputowanych Bundestagu oraz w równej liczbie elektorów wybranych przez parlamenty lokalne (Landtagi). Z 1040 głosów Richard von Weizsäcker otrzymał 832, czyli bezwzględną większość i w ten sposób został wybrany na prezydenta już w pierwszej rundzie głosowania. 

## Wyniki
| Kandydat               | Partia             | I tura        | I tura  |
| Kandydat               | Partia             | Liczba głosów | Procent |
| ---------------------- | ------------------ | ------------- | ------- |
| Richard von Weizsäcker | CDU                | 832           | 80      |
| Luise Rinser           | Związek 90/Zieloni | 68            | 6,5     |

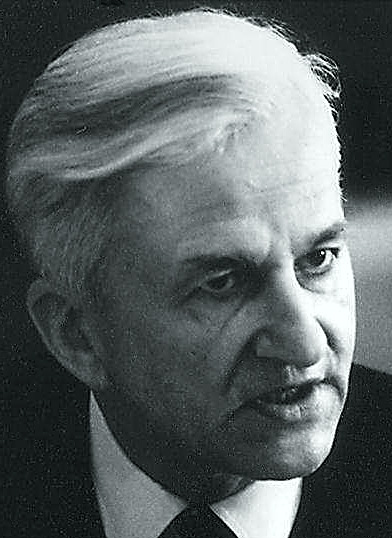
Richard von Weizsäcker – kandydat CDU
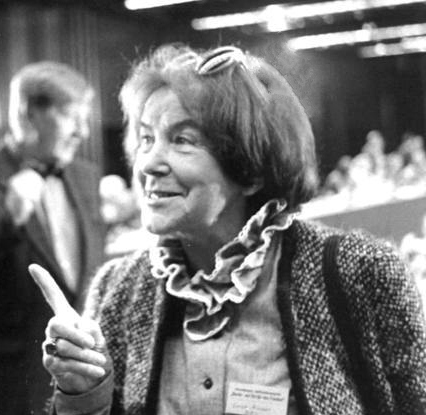
Luise Rinser - kandydatka Związku 90/Zieloni